# Borovice karibská

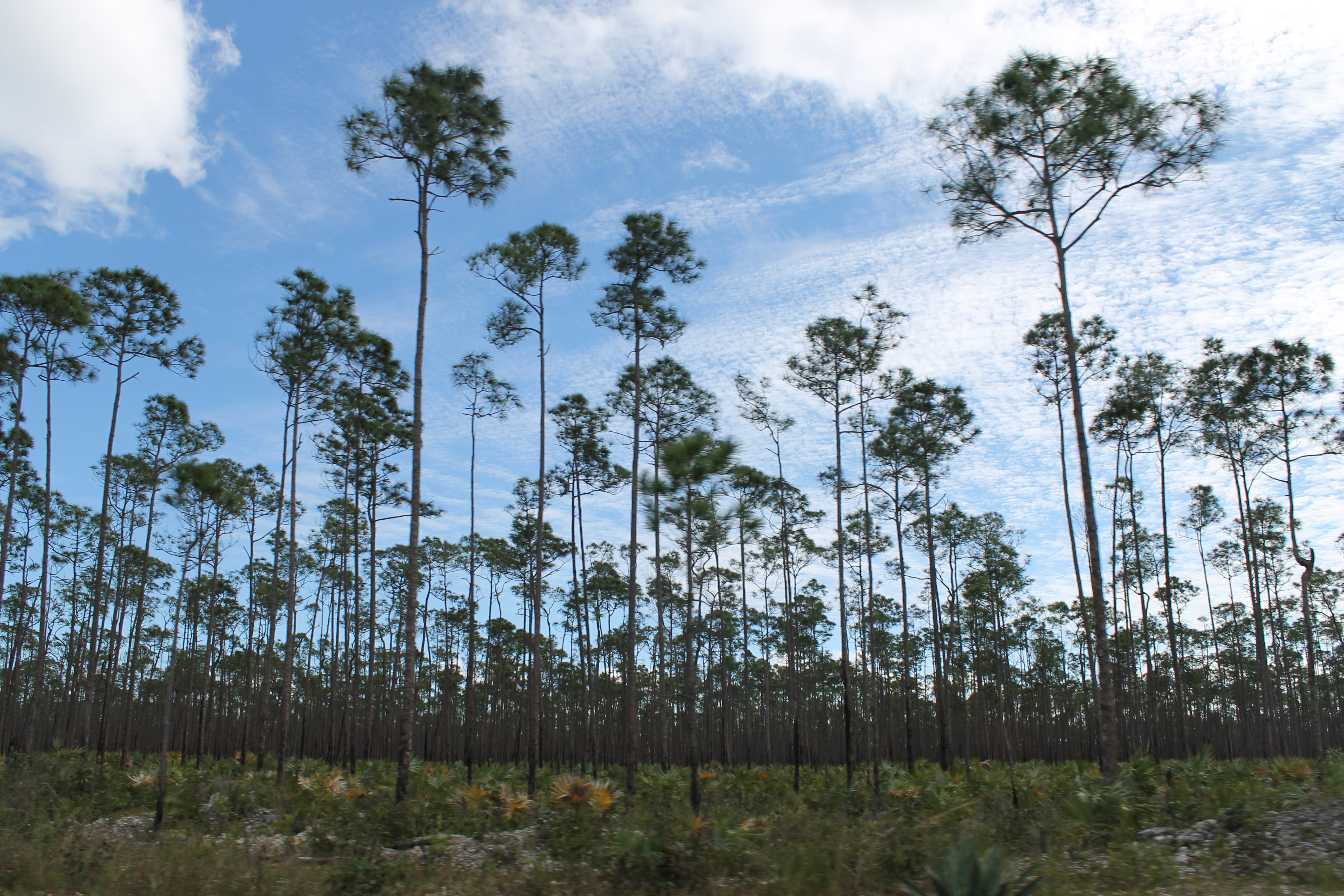
Porost borovice karibské

Borovice karibská (Pinus caribaea) je druh borovice pocházející ze subtropického a tropického prostředí Střední Ameriky. Pro svůj požadavek na teplotu neklesající k bodu mrazu nebývá v parcích ani botanických zahradách střední Evropy pěstována.

## Rozšíření
Dřevina se vyskytuje v kontinentální Střední Americe i na ostrovech Karibiku ve třech varietách:
- Borovice karibská pravá (Pinus caribaea var. 'caribaea') se vyskytuje na západě Kuby v provincii Pinar del Río a na ostrově Mládeže.
- Borovice karibská bahamská (Pinus caribaea var. 'bahamensis') je rozšířena výhradně na Bahamách a na souostroví Turks a Caicos, kde je vyhlášena národním stromem.
- Borovice karibská honduraská (Pinus caribaea var. 'hondurensis') roste hlavně v Belize, odkud přesahuje na jih Mexika do státu Quintana Roo, do severní Guatemaly, Hondurasu, Salvadoru a severní Nikaraguy. Dále se ostrůvkovitě vyskytuje v Kostarice a na střední a východní Kubě. Je nejrozšířenější varietou a pravděpodobně je i původní, ostatní dvě jsou od ní odvozené.[2][3][4]

## Ekologie
Borovice karibská je přizpůsobivá pestrým klimatickým podmínkách, bez újmy ale nesnese pokles teploty pod +4 °C. Za nejvhodnější průměrnou teplotu je považováno 22 až 37 °C. Roste na rozmanitých, obvykle na živiny chudých stanovištích, někde na kyselých substrátech, jinde na vápencích. Dobře se ji daří i na pobřežních, slabě zasolených píscích, kde svým výskytem navazuje na mangrove, na skalnatém terénu vystupuje do nadmořské výšky okolo 700 m. Klima v jejím areálu je různorodé, roční úhrn dešťových srážek se na jednotlivých stanovištích pohybuje od 600 mm do 4000 mm, za ideální je považován 1000 až 3000 mm.
Druh je adaptovaný na periodické počasí, v období dešťů roste a při období sucha růst zastaví, pokácený strom proto nemá klasické letokruhy, ale v reakci na průběh srážek mívá tři až čtyři kroužky ročně.

## Popis
Strom dorůstá nejvýše do 40 m a jeho rovný, štíhlý kmen může mít výčetní tloušťku od 50 cm do 1 m. Kůra je šedá nebo světle červenohnědá, rozpukaná a ve velkých plátech odlupčivá, ohni dobře odolná. Převážná délka kmene je holá bez větví, koruna je vejčitá nebo nepravidelná, její větvičky jsou zprvu zelené a později dostávají barvu oranžovohnědou, zimní pupeny jsou konické a na koncích mají bílé třásně. Hustě olistěné letorosty jsou tenké, vystoupavé až nicí.
Jehlice vyrůstají ve svazečcích ve vytrvalých, asi 1 cm dlouhých pochvách, na mladých stromech obvykle po 4 až 5, na starých po 2 až 3. Okraje jehlic bývají jemně pilovité a světlé průduchy jsou na všech stranách. Barvu mají zelenou, tmavě zelenou nebo světle žlutozelenou, dosahují délky 150 až 250 mm a jsou tlusté asi 1,5 mm. Životnost jehlic bývá 3 roky.
Samčí šištice s pylem jsou válcovité, 2 až 3 cm dlouhé a 5 mm široké, bývají červenohnědé, růžové nebo žluté a vyrůstají v hustých skupinách na bázi nových větviček, obvykle v nižších patrech stromů. Samičí šištice s vajíčky vyrůstají na dlouhých stopkách v párech nebo přeslenech, nejčastěji na vrcholu stromu, jsou oválné až válcovité, 5 až 10 cm dlouhé a 3 až 6 cm široké, hnědé nebo červenohnědé. V šišce uzraje za dva roky po opylení 100 až 200 semen, která jsou tvaru vejčitého nebo kosníkovitého, 6 mm velká a bývají šedá nebo světle hnědě kropenatá. Mají po jednom membránovitém křídle dlouhém asi 2 cm a na velké vzdálenosti jsou šířená větrem. Klíčící semeno mají pět až osm děloh. Poměr samčích a samičích šištic je u jednotlivých stromů nevyrovnaný, některé stromy plodí téměř výhradně samčí a jiné zase větší počet samičích.

## Význam
Karibská borovice je důležitý komerční druh, který je pěstován také na plantážích. Dřevo stromů je středně až hrubě zrnité, má četné a rovnoměrně rozložené pryskyřičné kanálky, jádro je červenohnědé a běl nažloutle bílá. Měrná hmotnost suchého dřeva je 625 kg/m³, pevnost v tlaku 55 MPa a objemová smrštitelnost 13 %. Při opracování vydává silný pryskyřičný odér. Borovice karibská, hlavně var. 'hondurensis' je důležitou surovinou, používá se jako stavební dřevo, dělají se z ní paluby lodí, přepravky, slouží pro výrobu překližky, buničiny, dřevěného uhlí a z její pryskyřice se destiluje terpentýn.